# Calvin Watson
Calvin Watson (6 gennaio 1993) è un ex ciclista su strada australiano, professionista dal 2014 al 2018.

## Palmarès
- 2011 (Juniores, una vittoria)

Classifica generale Tour du Valromey
- 2013 (Food Italia, una vittoria)

Classifica generale Herald Sun Tour

#### Altri successi
- 2011 (Juniores)

Greater Dandenong Criterium
Campionati oceaniani, Prova in linea Juniores
Baw Baw Classic
3ª tappa Canberra Milk Race

## Piazzamenti

### Grandi Giri
- Giro d'Italia

2015: 151º

### Classiche monumento
- Liegi-Bastogne-Liegi

2014: ritirato
2015: ritirato
2018: ritirato
- Giro di Lombardia

2014: ritirato

### Competizioni mondiali
- Campionati del mondo su strada

Offida 2010 - In linea Junior: 6º
Copenaghen 2011 - Cronometro Junior: 12º
Copenaghen 2011 - In linea Junior: 16º